# Fritz X
Fritz X är en styrd bomb utvecklad under andra världskriget av Tyskland. Denna styrda bomb var avsedd att användas mot tyngre örlogsfartyg som kryssare och slagskepp. Bomben togs först i bruk under striderna i Medelhavet 1943.
Fritz X byggde på den befintliga ostyrda bomben SD 1400 (Splitterbombe, dickwandig, 1400 kg: tyska för tjockväggig splitterbomb 1400 kg) som försågs med en mer aerodynamisk nos, fyra stubbiga vingar och en lådformad stjärtsektion.
Den enda Luftwaffe-enhet som använde Fritz X i strid var Gruppe III från Kampfgeschwader 100, benämnd III./KG 100. Denna enhet använde nästan uteslutande Dornier Do 217 K-2-bombplan vid sina anfall förutom vid de fåtal uppdrag då man istället använde varianterna Dornier Do 217 K-3 och Dornier Do 217 M-11.

## Sänkta fartyg

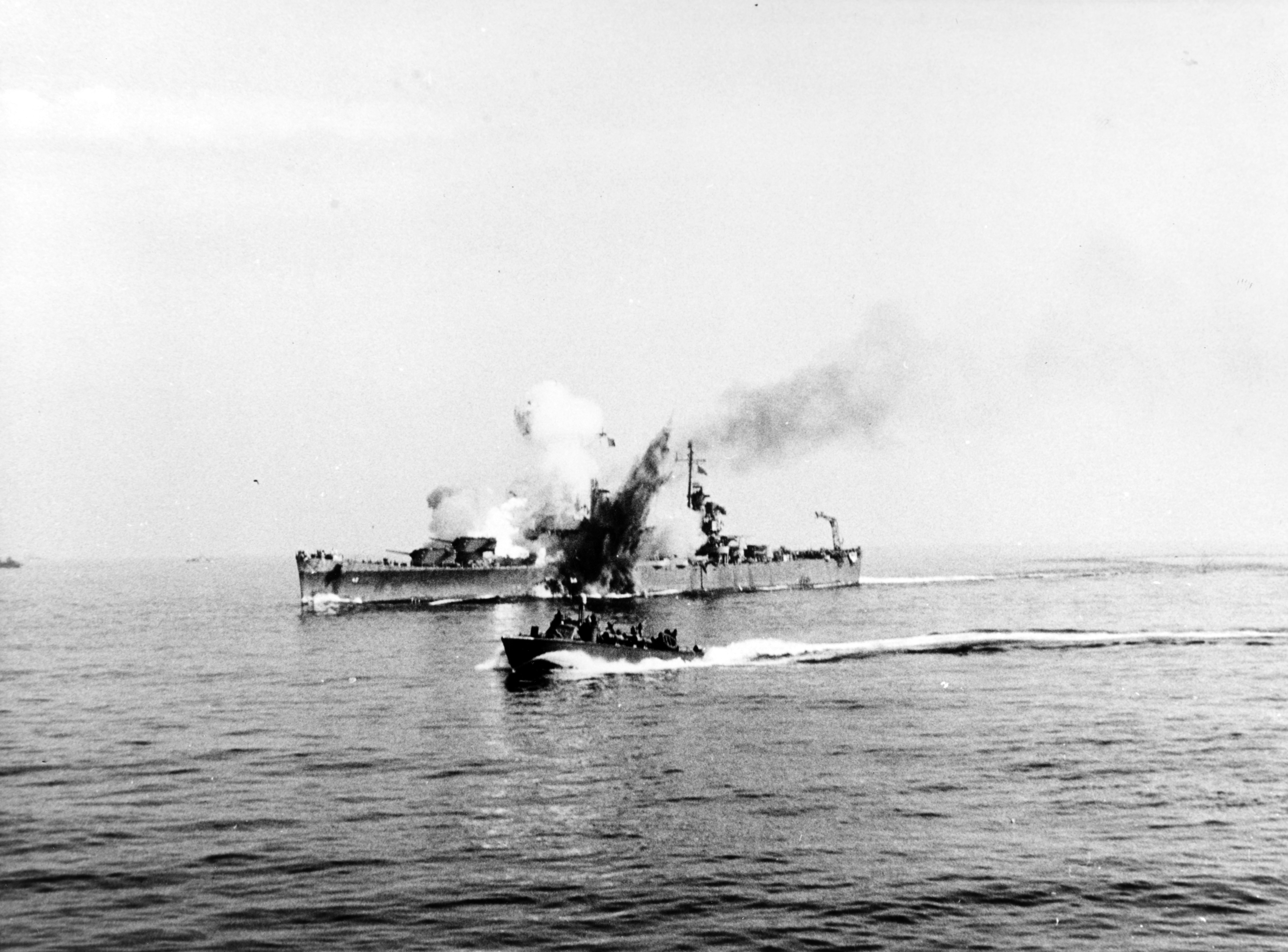
Kryssaren träffas av en Fritz X utanför Salerno den 11 september 1943

Ett urval av fartyg som angreps med Fritz X.
| Fartyg           | Typ       | Plats                 | År   | Resultat | övrigt    |
| ---------------- | --------- | --------------------- | ---- | -------- | --------- |
| RN Roma          | Slagskepp | Cape Testa - Sardinia | 1943 | Sänkt    | 1352 döda |
| RN Littorio      | Slagskepp | Cape Testa - Sardinia | 1943 | Skadad   | —         |
| USS Philadelphia | Kryssare  | Salerno               | 1943 | Skadad   | —         |
| HMS Warspite     | Slagskepp | Salerno               | 1943 | Skadad   | 9 döda    |
| USS Savannah     | Kryssare  | Salerno               | 1943 | Skadad   | 200 döda  |
| HMS Uganda       | Kryssare  | Salerno               | 1943 | Skadad   | 16 döda   |
| HMS Spartan      | Kryssare  | Anzio                 | 1944 | Sänkt    | 46 döda   |